# Tornei di tennis femminili nel 1929
Prima della nascita del WTA Tour, ossia l'apertura alle tenniste professioniste dei tornei che prima di quell'anno erano riservati alle tenniste dilettanti, tutti gli eventi più importanti erano amatoriali, tra questi c'erano i tornei del Grande Slam: gli Australian Championships, gli Internazionali di Francia, il Torneo di Wimbledon e gli U.S. National Championships.

## Gennaio
| Settimana  | Torneo                                                                      | Vincitore                                                            | Finalista                                | Semifinalisti | Eliminati ai quarti |
| ---------- | --------------------------------------------------------------------------- | -------------------------------------------------------------------- | ---------------------------------------- | ------------- | ------------------- |
| 1º gennaio | Torneo di Hyeres 1929 Hyères, Francia Singolare - Doppio                    | Esna Boyd                                                            | Phyllis Satterthwaite                    |               |                     |
| 1º gennaio | Torneo di Hyeres 1929 Hyères, Francia Singolare - Doppio                    |                                                                      |                                          |               |                     |
| 4 gennaio  | New Zealand Championships 1929 Wellington, Nuova Zelanda Singolare - Doppio | Marjorie McFarlane 6-1 3-6 6-4                                       | May Spiers                               |               |                     |
| 4 gennaio  | New Zealand Championships 1929 Wellington, Nuova Zelanda Singolare - Doppio |                                                                      |                                          |               |                     |
| 8 gennaio  | Metropole Club Championships 1929 Cannes, Francia Singolare - Doppio        | Esna Boyd 6-2 6-2                                                    | Phyllis Satterthwaite                    |               |                     |
| 8 gennaio  | Metropole Club Championships 1929 Cannes, Francia Singolare - Doppio        | Esna Boyd Phyllis Satterthwaite 6-4 5-7 6-2                          | Youtha Anthony Lolette Payot             |               |                     |
| 8 gennaio  | Metropole Club Championships 1929 Cannes, Francia Singolare - Doppio        | Doppio misto: Esna Boyd Franz Matejka 6-1 3-6 6-6 (titolo condiviso) | Phyllis Satterthwaite Uberto De Morpurgo |               |                     |
| 14 gennaio | Monegasque Championships 1929 Monte Carlo, Monte Carlo Singolare - Doppio   | Esna Boyd 7-5 6-3                                                    | Phyllis Satterthwaite                    |               |                     |
| 14 gennaio | Monegasque Championships 1929 Monte Carlo, Monte Carlo Singolare - Doppio   | Esna Boyd Phyllis Satterthwaite 2-6 6-1 6-4                          | Phyllis Covell Muriel Thomas             |               |                     |
| 14 gennaio | Monegasque Championships 1929 Monte Carlo, Monte Carlo Singolare - Doppio   | Doppio misto: Esna Boyd Charles Aeschlimann 2-6 6-3 6-1              | Phyllis Satterthwaite Toto Brugnon       |               |                     |
| 21 gennaio | New Courts Club Championships 1929 Cannes, Francia Singolare - Doppio       | Esna Boyd Sylvia Lafaurie titolo condiviso                           |                                          |               |                     |
| 21 gennaio | New Courts Club Championships 1929 Cannes, Francia Singolare - Doppio       | Doppio non completato per pioggia                                    |                                          |               |                     |
| 26 gennaio | Australian Championships 1929 Adelaide, Australia Erba Singolare - Doppio   | Daphne Akhurst 6-1, 5-7, 6-2                                         | Louise Bickerton                         |               |                     |
| 26 gennaio | Australian Championships 1929 Adelaide, Australia Erba Singolare - Doppio   | Daphne Akhurst Louise Bickerton 6-2, 3-6, 6-2                        | Sylvia Lance Meryl O'Hara Wood           |               |                     |
| 28 gennaio | Gallia Club Championships 1929 Cannes, Francia Singolare - Doppio           | Esna Boyd 6-1 6-1                                                    | Muriel Thomas                            |               |                     |
| 28 gennaio | Gallia Club Championships 1929 Cannes, Francia Singolare - Doppio           | Doppio non completato per cattive condizioni atmosferiche            |                                          |               |                     |

## Febbraio
| Settimana   | Torneo                                                                            | Vincitore                                                | Finalista                           | Semifinalisti | Eliminati ai quarti |
| ----------- | --------------------------------------------------------------------------------- | -------------------------------------------------------- | ----------------------------------- | ------------- | ------------------- |
| 3 febbraio  | German Covered Court Championships 1929 Brema, Germania Singolare - Doppio        | Irmgard Rost 11-9 2-6 7-5                                | Ilse Friedleben                     |               |                     |
| 3 febbraio  | German Covered Court Championships 1929 Brema, Germania Singolare - Doppio        | Ellen Hoffman I Kallmeyer 6-2 7-5                        | Nelly Neppach Irmgard Rost          |               |                     |
| 3 febbraio  | German Covered Court Championships 1929 Brema, Germania Singolare - Doppio        | Doppio misto: Irmgard Rost Franz Matejka 6-2 6-3         | Paula von Reznieck Hans Moldenhauer |               |                     |
| 4 febbraio  | Carlton Club Championships 1929 Cannes, Francia Singolare - Doppio                | Eileen Bennett 6-4 5-7 6-4                               | Ilse Friedleben                     |               |                     |
| 4 febbraio  | Carlton Club Championships 1929 Cannes, Francia Singolare - Doppio                | Esna Boyd Betty Nuthall 6-1 6-3                          | Phyllis Covell Joan Fry             |               |                     |
| 4 febbraio  | Carlton Club Championships 1929 Cannes, Francia Singolare - Doppio                | Doppio misto: Diddie Serpieri Uberto De Morpurgo 6-2 6-2 | Phyllis Covell Charles Aeschlimann  |               |                     |
| 6 febbraio  | January Tournament 1929 Hamilton, Bermuda Singolare - Doppio                      | Edith Sigourney 6-4 4-6 6-4                              | MS Harland                          |               |                     |
| 6 febbraio  | January Tournament 1929 Hamilton, Bermuda Singolare - Doppio                      | MS Harland Edith Sigourney 6-2 6-1                       | Gladys Trimingham Helen Trimingham  |               |                     |
| 9 febbraio  | Metropolitan Indoor 1929 New York, USA Singolare - Doppio                         | Charlotte Miller 2-6 7-5 6-3                             | Charlotte Miller                    |               |                     |
| 9 febbraio  | Metropolitan Indoor 1929 New York, USA Singolare - Doppio                         | Elsie Taubele Norma Taubele Barber 6-4 4-6 6-2           | Nora Schmitz Marie Wagner           |               |                     |
| 18 febbraio | Torneo di Beaulieu 1929 Beaulieu-sur-Mer, Francia Singolare - Doppio              | Betty Nuthall 6-2 6-1                                    | Joan Fry                            |               |                     |
| 18 febbraio | Torneo di Beaulieu 1929 Beaulieu-sur-Mer, Francia Singolare - Doppio              | Eileen Bennett Joan Fry 6-3 2-6 6-2                      | Phyllis Covell Betty Nuthall        |               |                     |
| 18 febbraio | Torneo di Beaulieu 1929 Beaulieu-sur-Mer, Francia Singolare - Doppio              | Doppio misto: Betty Nuthall Patrick Spence 6-3 3-6 6-3   | Phyllis Covell Bela von Kehrling    |               |                     |
| 21 febbraio | Princess Hotel Tournament 1929 Hamilton, Bermuda Singolare - Doppio               | MF Harland 6-3 6-3                                       | Lilian Scharman                     |               |                     |
| 21 febbraio | Princess Hotel Tournament 1929 Hamilton, Bermuda Singolare - Doppio               | MS Harland Robinson 6-2 6-8 6-4                          | Gladys Trimingham Helen Trimingham  |               |                     |
| 24 febbraio | South Florida Championships 1929 Miami Beach, USA Singolare - Doppio              | Eleanor Cottman 6-2 6-4                                  | Gisela Comallonga                   |               |                     |
| 24 febbraio | South Florida Championships 1929 Miami Beach, USA Singolare - Doppio              | Dorothy Andrus Virginia Hilleary 3-6 6-1 8-6             | Dubroca Page                        |               |                     |
| 25 febbraio | Queen's Covered Court Championships 1929 Londra, Gran Bretagna Singolare - Doppio | Peggy Saunders 9-7 4-6 6-4                               | Joan Strawson                       |               |                     |
| 25 febbraio | Queen's Covered Court Championships 1929 Londra, Gran Bretagna Singolare - Doppio | Peggy Michell Joan Ridley 9-11 6-3 7-5                   | Evelyn Colyer Dorothy Hill          |               |                     |
| 25 febbraio | Queen's Covered Court Championships 1929 Londra, Gran Bretagna Singolare - Doppio | Doppio misto: Joan Ridley Stanley Harris 6-4 5-7 6-4     | Evelyn Colyer Gordon Crole-Rees     |               |                     |
| 25 febbraio | Monte Carlo Championships 1929 Monte Carlo, Monte Carlo Singolare - Doppio        | Betty Nuthall 7-5 5-7 6-4                                | Eileen Bennett                      |               |                     |
| 25 febbraio | Monte Carlo Championships 1929 Monte Carlo, Monte Carlo Singolare - Doppio        | Phyllis Howkins Covell Betty Nuthall 4-6 6-2 6-2         | Simone Barbier Simonne Mathieu      |               |                     |
| 25 febbraio | Monte Carlo Championships 1929 Monte Carlo, Monte Carlo Singolare - Doppio        | Doppio misto: Eileen Bennett Henri Cochet 6-4 6-4        | Phyllis Satterthwaite Jan Koželuh   |               |                     |

## Marzo
| Settimana | Torneo                                                                        | Vincitore                                                   | Finalista                            | Semifinalisti | Eliminati ai quarti |
| --------- | ----------------------------------------------------------------------------- | ----------------------------------------------------------- | ------------------------------------ | ------------- | ------------------- |
| 2 marzo   | Florida State Championships 1929 Palm Beach, USA Singolare - Doppio           | Eleanor Goss 6-3 6-0                                        | Eleanor Cottman                      |               |                     |
| 2 marzo   | Florida State Championships 1929 Palm Beach, USA Singolare - Doppio           | Dorothy Andrus Virginia Hilleary 6-2 6-2                    | Eleanor Goss Phipps                  |               |                     |
| 3 marzo   | Bermuda International Championships 1929 Hamilton, Bermuda Singolare - Doppio | Penelope Anderson 7-9 6-4 6-2                               | M. Harland                           |               |                     |
| 3 marzo   | Bermuda International Championships 1929 Hamilton, Bermuda Singolare - Doppio | M.F. Harland Gladys Hutchings 6-1 6-2                       | Penelope Anderson Mrs Henery R Guild |               |                     |
| 3 marzo   | Bermuda International Championships 1929 Hamilton, Bermuda Singolare - Doppio | Doppio misto: Penelope Anderson J. Gilbert Hall 3-6 6-3 6-3 | Margaret Blake Henry Guild           |               |                     |
| 4 marzo   | Riviera Championships 1929 Mentone, Francia Singolare - Doppio                | Phyllis Howkins Covell 6-4 9-7                              | Cilly Aussem                         |               |                     |
| 4 marzo   | Riviera Championships 1929 Mentone, Francia Singolare - Doppio                | Marjorie Morrill Lucia Valerio 6-4 2-6 7-5                  | Phyllis Covell Phyllis Satterthwaite |               |                     |
| 4 marzo   | Riviera Championships 1929 Mentone, Francia Singolare - Doppio                | Doppio misto: Cilly Aussem Bela von Kehrling 3-6 6-1 7-5    | Phyllis Satterthwaite Erik Worm      |               |                     |
| 16 marzo  | South Australian Championships 1929 Adelaide, Australia Singolare - Doppio    | Gladys Toyne 6-3 3-6 6-3                                    | Kath Le Mesurier                     |               |                     |
| 16 marzo  | South Australian Championships 1929 Adelaide, Australia Singolare - Doppio    | Kath Le Messurier Dot Weston 6-4 6-4                        | Frances Hoddle-Wrigley Gladys Toyne  |               |                     |
| 16 marzo  | South Australian Championships 1929 Adelaide, Australia Singolare - Doppio    | Doppio misto: Gladys Toyne Jack Willard 8-6 3-6 10-8        | Edna Lawrence Jack Crawford          |               |                     |
| 16 marzo  | US Indoors 1929 Longwood, USA Singolare - Doppio                              | Margaret Blake 6-3 6-3                                      | Mrs Hubbard                          |               |                     |
| 16 marzo  | US Indoors 1929 Longwood, USA Singolare - Doppio                              | Hazel Hotchkiss Sarah Palfrey 6-2 6-2                       | Margaret Blake Mrs Hubbard           |               |                     |
| 17 marzo  | South of France Championships 1929 Nizza, Francia Singolare - Doppio          | Paula von Reznieck 6-8 6-2 6-4                              | Phyllis Covell                       |               |                     |
| 17 marzo  | South of France Championships 1929 Nizza, Francia Singolare - Doppio          | Phyllis Covell Muriel Thomas 6-3 6-2                        | Mlle Martin P Marjollet              |               |                     |
| 17 marzo  | South of France Championships 1929 Nizza, Francia Singolare - Doppio          | Doppio misto: Cilly Aussem Wilbur Coen 6-3 10-8             | Virginia Rice Charles Aeschlimann    |               |                     |
| 18 marzo  | Côte d'Azur Championships 1929 Cannes, Francia Singolare - Doppio             | Lilí de Álvarez 6-4 6-1                                     | Paula von Reznicek                   |               |                     |
| 18 marzo  | Côte d'Azur Championships 1929 Cannes, Francia Singolare - Doppio             | Phyllis Covell Sylvia Lafaurie 7-5 6-8 6-4                  | Muriel Thomas Paula von Reznieck     |               |                     |
| 18 marzo  | Côte d'Azur Championships 1929 Cannes, Francia Singolare - Doppio             | Doppio misto: Sylvia Lafaurie Charles Aeschlimann 8-6 6-3   | Phyllis Covell B.C. Covell           |               |                     |
| 25 marzo  | Cannes Championships 1929 Cannes, Francia Singolare - Doppio                  | Sylvia Lafaurie 6-3 6-3                                     | Phyllis Satterthwaite                |               |                     |
| 25 marzo  | Cannes Championships 1929 Cannes, Francia Singolare - Doppio                  | Sylvia Lafaurie Phyllis Satterthwaite 6-3 6-3               | V Rice Muriel Thomas                 |               |                     |
| 25 marzo  | Cannes Championships 1929 Cannes, Francia Singolare - Doppio                  | Doppio misto: Sylvia Lafaurie Rene Gallepe 6-4 6-3          | Phyllis Satterthwaite Pat Hughes     |               |                     |

## Aprile
| Settimana | Torneo                                                                                        | Vincitore                                                      | Finalista                                | Semifinalisti | Eliminati ai quarti |
| --------- | --------------------------------------------------------------------------------------------- | -------------------------------------------------------------- | ---------------------------------------- | ------------- | ------------------- |
| aprile    | South African Championships 1929 Johannesburg, Sudafrica Singolare - Doppio                   | Mrs McJannett 7-5 6-2                                          | Winifred Miller                          |               |                     |
| aprile    | South African Championships 1929 Johannesburg, Sudafrica Singolare - Doppio                   | Mrs McJannet Mrs Tanner 7-5 6-4                                | Miss Stone Billie Tapscott               |               |                     |
| aprile    | South African Championships 1929 Johannesburg, Sudafrica Singolare - Doppio                   | Doppio misto: Miss Stone MJ Connor                             | Miss Fraser Quinn                        |               |                     |
| 2 aprile  | Felixstowe Hard Court Championships 1929 Felixstowe, Gran Bretagna Singolare - Doppio         | Betty Nuthall 6-1 6-2                                          | Phoebe Holcroft Watson                   |               |                     |
| 2 aprile  | Felixstowe Hard Court Championships 1929 Felixstowe, Gran Bretagna Singolare - Doppio         | Mrs H. Edwards Joan Ridley 6-4 7-5                             | Ermyntrude Harvey Phoebe Holcroft-Watson |               |                     |
| 2 aprile  | Felixstowe Hard Court Championships 1929 Felixstowe, Gran Bretagna Singolare - Doppio         | Doppio misto: Phoebe Holcroft-Watson Gordon Crole-Rees 6-1 7-5 | Betty Nuthall John Olliff                |               |                     |
| 7 aprile  | Beausoleil Championships 1929 (3rd Meeting) Monte Carlo, Monte Carlo Singolare - Doppio       | Simonne Mathieu 6-3 1-6 6-4                                    | Sylvia Lafaurie                          |               |                     |
| 7 aprile  | Beausoleil Championships 1929 (3rd Meeting) Monte Carlo, Monte Carlo Singolare - Doppio       | Elizabeth Ryan Phyllis Satterthwaite 6-2 6-4                   | Sylvia Lafaurie Simonne Mathieu          |               |                     |
| 7 aprile  | Beausoleil Championships 1929 (3rd Meeting) Monte Carlo, Monte Carlo Singolare - Doppio       | Doppio misto: Elizabeth Ryan G. O'Connell 6-0 6-3              | Phyllis Satterthwaite Erik Worm          |               |                     |
| 8 aprile  | Beaulieu Second Meeting 1929 Beaulieu-sur-Mer, Francia Singolare - Doppio                     | Lilí de Álvarez 6-3 6-3                                        | Paula von Reznicek                       |               |                     |
| 8 aprile  | Beaulieu Second Meeting 1929 Beaulieu-sur-Mer, Francia Singolare - Doppio                     | Lilí de Álvarez Sylvia Lafaurie 6-4 6-3                        | Elizabeth Ryan Phyllis Satterthwaite     |               |                     |
| 8 aprile  | Beaulieu Second Meeting 1929 Beaulieu-sur-Mer, Francia Singolare - Doppio                     | Doppio misto: Phyllis Satterthwaite Erik Worm 6-3 1-6 6-3      | Elizabeth Ryan G O'Connell               |               |                     |
| 12 aprile | North & South Tournament 1929 Pinehurst, USA Singolare - Doppio                               | Marjorie Sachs 4-6 6-3 6-3                                     | Clara Greenspan                          |               |                     |
| 12 aprile | North & South Tournament 1929 Pinehurst, USA Singolare - Doppio                               |                                                                |                                          |               |                     |
| 20 aprile | Melbury Hard Court Championships 1929 Melbury, Gran Bretagna Singolare - Doppio               | Eileen Bennett 6-3 6-2                                         | Phoebe Holcroft-Watson                   |               |                     |
| 20 aprile | Melbury Hard Court Championships 1929 Melbury, Gran Bretagna Singolare - Doppio               | Phoebe Holcroft-Watson Peggy Michell 6-2 6-2                   | Effie Hemmant Phyllis Mudford            |               |                     |
| 20 aprile | Melbury Hard Court Championships 1929 Melbury, Gran Bretagna Singolare - Doppio               | Doppio misto: Peggy Michell John Olliff 8-6 4-6 7-5            | Peggy Bouverie Alfred Ingram             |               |                     |
| 22 aprile | West Side Country Club Hard Court Championships 1929 Ealing, Gran Bretagna Singolare - Doppio | Eileen Bennett 9-7 7-5                                         | Betty Nuthall                            |               |                     |
| 22 aprile | West Side Country Club Hard Court Championships 1929 Ealing, Gran Bretagna Singolare - Doppio | Phoebe Holcroft-Watson Betty Nuthall 6-3 6-4                   | Ermyntrude Harvey Joan Lycett            |               |                     |
| 22 aprile | West Side Country Club Hard Court Championships 1929 Ealing, Gran Bretagna Singolare - Doppio | Doppio misto: Betty Nuthall Patrick Spence 7-5 6-1             | Ermyntrude Harvey Stanley Harris         |               |                     |
| 22 aprile | Mason & Dixon Trophy 1929 White Sulphur Springs, USA Singolare - Doppio                       | Virginia Hilleary 6-4 6-4                                      | Dorothy Andrus                           |               |                     |
| 22 aprile | Mason & Dixon Trophy 1929 White Sulphur Springs, USA Singolare - Doppio                       |                                                                |                                          |               |                     |
| 27 aprile | Roehampton Hard Court Championships 1929 Roehampton, Gran Bretagna Singolare - Doppio         | Elsa Haylock 6-4 3-6 10-8                                      | Joan Ridley                              |               |                     |
| 27 aprile | Roehampton Hard Court Championships 1929 Roehampton, Gran Bretagna Singolare - Doppio         | Betty Dix Joan Ridley 6-4 6-3                                  | Mrs Bruce May Edith Clarke               |               |                     |
| 27 aprile | Roehampton Hard Court Championships 1929 Roehampton, Gran Bretagna Singolare - Doppio         | Doppio misto: Joan Ridley Stanley Harris 4-6 6-4 8-6           | Edith Clarke AW Vinall                   |               |                     |
| 29 aprile | British Hard Court Championships 1929 Bournemouth, Gran Bretagna Singolare - Doppio           | Bobbie Heine 6-4 3-6 8-6                                       | Joan Ridley                              |               |                     |
| 29 aprile | British Hard Court Championships 1929 Bournemouth, Gran Bretagna Singolare - Doppio           | Elsie Goldsack Joan Ridley 5-7 12-10 6-2                       | Phyllis Covell Dorothy Shepherd Barron   |               |                     |
| 29 aprile | British Hard Court Championships 1929 Bournemouth, Gran Bretagna Singolare - Doppio           | Doppio misto: Joan Fry Pat Hughes 2-6 6-3 6-2                  | Betty Nuthall Gordon Crole-Rees          |               |                     |

## Maggio
| Settimana | Torneo | Vincitore                                               | Finalista                             | Semifinalisti | Eliminati ai quarti |
| --------- | --- | ------------------------------------------------------- | ------------------------------------- | ------------- | ------------------- |
| 13 maggio | West Kensington Hard Court Championships 1929 West Kensington, Gran Bretagna Singolare - Doppio                      | Phoebe Holcroft Watson 6-3 6-1                          | Elizabeth Ryan                        |               |                     |
| 13 maggio | West Kensington Hard Court Championships 1929 West Kensington, Gran Bretagna Singolare - Doppio                      | Betty Nuthall Elizabeth Ryan 6-3 3-6 7-5                | Eileen Bennett Phoebe Holcroft-Watson |               |                     |
| 13 maggio | West Kensington Hard Court Championships 1929 West Kensington, Gran Bretagna Singolare - Doppio                      | Doppio misto: Elizabeth Ryan Colin Gregory 2-6 6-3 8-6  | Elizabeth Ryan Ian Collins            |               |                     |
| 17 maggio | The Priory 1929 Birmingham, Gran Bretagna Singolare - Doppio                                                         | Dorothy Round 5-7 8-6 6-4                               | Betty Dix                             |               |                     |
| 17 maggio | The Priory 1929 Birmingham, Gran Bretagna Singolare - Doppio                                                         | Dorothy Round Naomi Trentham 6-1 2-6 6-1                | Mary Heeley Susan Noel                |               |                     |
| 17 maggio | The Priory 1929 Birmingham, Gran Bretagna Singolare - Doppio                                                         | Doppio misto: Mary McIlquham Eskel Andrews 10-8 5-7 6-1 | Dorothy Round Herman David            |               |                     |
| 19 maggio | Spanish Championships 1929 San Sebastián, Spagna Singolare - Doppio                                                  | Lilí de Álvarez 6-1, 6-0                                | Rosa Torras                           |               |                     |
| 19 maggio | Spanish Championships 1929 San Sebastián, Spagna Singolare - Doppio                                                  | Sen. Morales Rosa Torras                                |                                       |               |                     |
| 19 maggio | Spanish Championships 1929 San Sebastián, Spagna Singolare - Doppio                                                  | Doppio misto: Rosa Torras Enrique Maier 6-4 6-0         | Isabel Fonrodona Boter                |               |                     |
| 21 maggio | Rot-Weis Club Championships 1929 Berlino, Germania Singolare - Doppio                                                | Paula von Reznicek 7-5 6-3                              | Cilly Aussem                          |               |                     |
| 21 maggio | Rot-Weis Club Championships 1929 Berlino, Germania Singolare - Doppio                                                | Bobbie Heine Alida Neave 7-5 0-6 8-6                    | Doreen Cole Billie Tapscott           |               |                     |
| 21 maggio | Rot-Weis Club Championships 1929 Berlino, Germania Singolare - Doppio                                                | Doppio misto: Bobbie Heine Toto Brugnon 2-6 6-2 7-5     | Cilly Aussem Henri Cochet             |               |                     |
| 25 maggio | Surrey Championships 1929 Surbiton, Gran Bretagna Singolare - Doppio                                                 | Betty Nuthall 7-5 6-1                                   | Elizabeth Ryan                        |               |                     |
| 25 maggio | Surrey Championships 1929 Surbiton, Gran Bretagna Singolare - Doppio                                                 | Betty Nuthall Elizabeth Ryan 6-4 6-3                    | Joan Fry Gwen Sterry                  |               |                     |
| 25 maggio | Surrey Championships 1929 Surbiton, Gran Bretagna Singolare - Doppio                                                 | Doppio misto: Elizabeth Ryan Gordon Crole-Rees 6-2 7-5  | Phyllis Mudford Ryuki Miki            |               |                     |
| 26 maggio | Massachusetts State Championships 1929 (Massachusetts Women's State Championships) Brookline, USA Singolare - Doppio | Sarah Palfrey 6-0 6-1                                   | Guild                                 |               |                     |
| 26 maggio | Massachusetts State Championships 1929 (Massachusetts Women's State Championships) Brookline, USA Singolare - Doppio | Margaret Blake Hubbard 6-3 7-5                          | Corbiere Guild                        |               |                     |
| 27 maggio | Northern Championships 1929 Manchester, Gran Bretagna Singolare - Doppio                                             | Joan Fry 6-1 4-6 6-4                                    | Gwen Sterry                           |               |                     |
| 27 maggio | Northern Championships 1929 Manchester, Gran Bretagna Singolare - Doppio                                             | Joan Fry Gwen Sterry 2-6 6-2 6-2                        | D Anderson Joan Lycett                |               |                     |
| 27 maggio | Northern Championships 1929 Manchester, Gran Bretagna Singolare - Doppio                                             | Doppio misto: Joan Lycett Randolph Lycett 7-9 7-5 6-3   | Joan Fry John Olliff                  |               |                     |

## Giugno
| Settimana | Torneo                                                                                            | Vincitore                                                                 | Finalista                                | Semifinalisti | Eliminati ai quarti |
| --------- | ------------------------------------------------------------------------------------------------- | ------------------------------------------------------------------------- | ---------------------------------------- | ------------- | ------------------- |
| 2 giugno  | Middlesex Championships 1929 Chiswick Park, Gran Bretagna Singolare - Doppio                      | Peggy Mitchell 6-3 6-1                                                    | Margaret Stocks                          |               |                     |
| 2 giugno  | Middlesex Championships 1929 Chiswick Park, Gran Bretagna Singolare - Doppio                      | Helen Jacobs Betty Nuthall 7-5 6-3                                        | Phyllis Howkins Covell Dorothy Shephard  |               |                     |
| 2 giugno  | Middlesex Championships 1929 Chiswick Park, Gran Bretagna Singolare - Doppio                      | Doppio misto: Dorothy Shepherd-Barron Gordon Crole-Rees 6-2 6-2           | Evelyn Dearman Edward Dearman            |               |                     |
| 2 giugno  | Dutch International Championships 1929 Noordwijk, Paesi Bassi Singolare - Doppio                  | Josane Sigart 6-4 6-4                                                     | Cornelia Bouman                          |               |                     |
| 2 giugno  | Dutch International Championships 1929 Noordwijk, Paesi Bassi Singolare - Doppio                  | Kea Bouman Madzy Rollin-Couquerque 6-3 6-4                                | Margaretha Canters I Kallmeyer           |               |                     |
| 2 giugno  | Dutch International Championships 1929 Noordwijk, Paesi Bassi Singolare - Doppio                  | Doppio misto: Josane Sigart Jacques Grandguillot 6-2 8-6                  | Hilde Krahwinkel Nicolae Mishu           |               |                     |
| 3 giugno  | Internazionali di Francia 1929 Parigi, Francia Terra rossa Singolare - Doppio                     | Helen Wills 6-3, 6-4                                                      | Simonne Mathieu                          |               |                     |
| 3 giugno  | Internazionali di Francia 1929 Parigi, Francia Terra rossa Singolare - Doppio                     | Cornelia Bouman Lilí de Álvarez 7-5, 6-3                                  | Bobbie Heine Alida Neave                 |               |                     |
| 8 giugno  | Torneo di Saint George's Hill 1929 Weybridge, Gran Bretagna Singolare - Doppio                    | Phyllis Howkins Covell 6-3 6-3                                            | Phyllis Mudford                          |               |                     |
| 8 giugno  | Torneo di Saint George's Hill 1929 Weybridge, Gran Bretagna Singolare - Doppio                    | Phyllis Covell Dorothy Shepherd-Barron 7-5 6-4                            | Ermyntrude Harvey Phyllis Mudford        |               |                     |
| 8 giugno  | Torneo di Saint George's Hill 1929 Weybridge, Gran Bretagna Singolare - Doppio                    | Doppio misto: Dorothy Shepherd-Barron George Lyttleton-Rogers 6-4 4-6 6-1 | Phyllis Mudford Ryuki Miki               |               |                     |
| 9 giugno  | Eastern Clay Court Championships 1929 Montclair, USA Terra rossa Singolare - Doppio               | Miller 6-1 6-3                                                            | Moore                                    |               |                     |
| 9 giugno  | Eastern Clay Court Championships 1929 Montclair, USA Terra rossa Singolare - Doppio               |                                                                           |                                          |               |                     |
| 10 giugno | North London Championships 1929 North London, Gran Bretagna Singolare - Doppio                    | Helen Jacobs 6-0 6-3                                                      | Molla Bjurstedt                          |               |                     |
| 10 giugno | North London Championships 1929 North London, Gran Bretagna Singolare - Doppio                    | Eileen Bennett Elizabeth Ryan 6-3 6-2                                     | Mrs C Campbell I Lenos                   |               |                     |
| 10 giugno | North London Championships 1929 North London, Gran Bretagna Singolare - Doppio                    | Doppio misto: Helen Jacobs Jack Wright 6-4 3-6 6-2                        | Elizabeth Ryan Leslie Godfree            |               |                     |
| 15 giugno | West of England Championships 1929 Bristol, Gran Bretagna Singolare - Doppio                      | Gethyn Harry 4-6 6-1 6-1                                                  | Helen Boucher                            |               |                     |
| 15 giugno | West of England Championships 1929 Bristol, Gran Bretagna Singolare - Doppio                      | Helen Boucher Edith Hannam 6-1 6-2                                        | Gethyn Harry J. Harry                    |               |                     |
| 15 giugno | West of England Championships 1929 Bristol, Gran Bretagna Singolare - Doppio                      | Doppio misto: Helen Boucher G.S. McKay 6-4 11-9                           | J. Harry George Lyttleton-Rogers         |               |                     |
| 16 giugno | Czechoslovakian International Championships 1929 Praga, Cecoslovacchia Singolare - Doppio         | May Koželuhova 6-2 6-4                                                    | Albina Korotvickova                      |               |                     |
| 16 giugno | Czechoslovakian International Championships 1929 Praga, Cecoslovacchia Singolare - Doppio         | Simone Barbier Colette Rosambert 4-6 6-4 9-7                              | Edith Petchell Albina Korotvickova       |               |                     |
| 16 giugno | Czechoslovakian International Championships 1929 Praga, Cecoslovacchia Singolare - Doppio         | Doppio misto: Colette Rosambert Henri Cochet 5-7 6-1 ritiro               | Simone Barbier Christian Boussus         |               |                     |
| 16 giugno | Kent Championships 1929 Beckenham, Gran Bretagna Singolare - Doppio                               | Phyllis Howkins Covell 6-1 6-4                                            | Peggy Michell                            |               |                     |
| 16 giugno | Kent Championships 1929 Beckenham, Gran Bretagna Singolare - Doppio                               | Betty Nuthall Elizabeth Ryan 6-3 6-1                                      | Ermyntrude Harvey Mary McIlquham         |               |                     |
| 16 giugno | Kent Championships 1929 Beckenham, Gran Bretagna Singolare - Doppio                               | Doppio misto: Bobbie Heine Louis Raymond 8-6 6-1                          | Joan Ridley Stanley Harris               |               |                     |
| 16 giugno | Pennsylvania & Eastern States Championships 1929 Haverford, USA Singolare - Doppio                | Midge Gladman 6-0 6-2                                                     | Anne Townsend                            |               |                     |
| 16 giugno | Pennsylvania & Eastern States Championships 1929 Haverford, USA Singolare - Doppio                | Dorothy Andrus Virginia Hilleary 6-0 6-4                                  | Mrs CC Madeira Anne Page                 |               |                     |
| 16 giugno | Metropolitan Clay Court Championships 1929 University Heights, USA Terra rossa Singolare - Doppio | Clara Greenspan 6-3 9-7                                                   | Mrs Bernard Stenz                        |               |                     |
| 16 giugno | Metropolitan Clay Court Championships 1929 University Heights, USA Terra rossa Singolare - Doppio |                                                                           |                                          |               |                     |
| 21 giugno | Delaware State Championships 1929 Wilmington, USA Singolare - Doppio                              | Marjorie Van Ryn                                                          | Virginia Hilleary                        |               |                     |
| 21 giugno | Delaware State Championships 1929 Wilmington, USA Singolare - Doppio                              |                                                                           |                                          |               |                     |
| 22 giugno | Queen's Club Championships 1929 Londra, Gran Bretagna Erba Singolare - Doppio                     | Elizabeth Ryan 6-2 2-6 6-2                                                | Elsie Goldsack                           |               |                     |
| 22 giugno | Queen's Club Championships 1929 Londra, Gran Bretagna Erba Singolare - Doppio                     | Elsie Goldsack C Jameson 6-3 7-5                                          | May Bundy Marjorie Morrill               |               |                     |
| 22 giugno | Queen's Club Championships 1929 Londra, Gran Bretagna Erba Singolare - Doppio                     | Doppio misto: Edith Cross Wilmer Allison 6-3 6-3                          | Marjorie Morrill George Lyttleton-Rogers |               |                     |
| 28 giugno | Boston College Invitational 1929 Boston, USA Singolare - Doppio                                   | Marjorie Van Ryn 6-0 6-3                                                  | Sachs                                    |               |                     |
| 28 giugno | Boston College Invitational 1929 Boston, USA Singolare - Doppio                                   |                                                                           |                                          |               |                     |
| 28 giugno | New Jersey State Championships 1929 New Jersey, USA Singolare - Doppio                            | Miller 6-4 11-9                                                           | Keller                                   |               |                     |
| 28 giugno | New Jersey State Championships 1929 New Jersey, USA Singolare - Doppio                            |                                                                           |                                          |               |                     |
| 28 giugno | Apawanis Womens Invitational 1929 Rye, USA Singolare - Doppio                                     | Lamme 6-3 6-1                                                             | Rice                                     |               |                     |
| 28 giugno | Apawanis Womens Invitational 1929 Rye, USA Singolare - Doppio                                     |                                                                           |                                          |               |                     |

## Luglio
| Settimana | Torneo                                                                               | Vincitore                                               | Finalista                               | Semifinalisti | Eliminati ai quarti |
| --------- | ------------------------------------------------------------------------------------ | ------------------------------------------------------- | --------------------------------------- | ------------- | ------------------- |
| 6 luglio  | Womens National Golf & Tennis Club Invitation 1929 Glen Head, USA Singolare - Doppio | Eleanor Goss 13-11 6-4                                  | Josephine Cruickshank                   |               |                     |
| 6 luglio  | Womens National Golf & Tennis Club Invitation 1929 Glen Head, USA Singolare - Doppio | Josephine Cruickshank Anna Harper 9-7 6-1               | Midge Gladman Mary Greef                |               |                     |
| 7 luglio  | Torneo di Wimbledon 1929 Londra, Gran Bretagna Erba Singolare - Doppio               | Helen Wills 6-1, 6-2                                    | Helen Jacobs                            |               |                     |
| 7 luglio  | Torneo di Wimbledon 1929 Londra, Gran Bretagna Erba Singolare - Doppio               | Phoebe Holcroft Watson Peggy Saunders 6-4, 8-6          | Phyllis Covell Dorothy Shepherd Barron  |               |                     |
| 8 luglio  | Midland Counties Championships 1929 Edgbaston, Gran Bretagna Singolare - Doppio      | Dorothy Round 6-1 6-4                                   | Joan Fry                                |               |                     |
| 8 luglio  | Midland Counties Championships 1929 Edgbaston, Gran Bretagna Singolare - Doppio      | Bobbie Heine Alida Neave 6-4 6-3                        | Mary McIlquham Dorothy Round            |               |                     |
| 8 luglio  | Midland Counties Championships 1929 Edgbaston, Gran Bretagna Singolare - Doppio      | Doppio misto: Mary McIlquham Donald Greig 4-6 6-3 6-3   | Joan Fry CS Colvin                      |               |                     |
| 13 luglio | Scottish Championships 1929 Peebles, Gran Bretagna Singolare - Doppio                | Joan Ridley 6-0 6-4                                     | Helen Barr                              |               |                     |
| 13 luglio | Scottish Championships 1929 Peebles, Gran Bretagna Singolare - Doppio                | Joan Ridley Gwen Sterry 1-6 6-2 6-4                     | Helen Barr Ruth Watson                  |               |                     |
| 13 luglio | Scottish Championships 1929 Peebles, Gran Bretagna Singolare - Doppio                | Doppio misto: Ruth Watson Colin Gregory 1-6 6-2 6-4     | Joan Ridley Harry Lee                   |               |                     |
| 15 luglio | Welsh Championships 1929 Newport, Gran Bretagna Singolare - Doppio                   | Eleanor Rose 6-2 2-6 6-4                                | Effie Hemmant                           |               |                     |
| 15 luglio | Welsh Championships 1929 Newport, Gran Bretagna Singolare - Doppio                   | Hazel Hogarth Eleanor Rose 1-6 7-5 6-3                  | Mrs Fletcher Gladys Seel                |               |                     |
| 15 luglio | Welsh Championships 1929 Newport, Gran Bretagna Singolare - Doppio                   | Doppio misto: Eleanor Rose DH Williams 3-6 6-2 6-4      | Effie Hemmant EC Peters                 |               |                     |
| 16 luglio | Nottinghamshire Championships 1929 Nottingham, Gran Bretagna Singolare - Doppio      | Elizabeth Ryan 6-4 6-0                                  | Winifred Beamish                        |               |                     |
| 16 luglio | Nottinghamshire Championships 1929 Nottingham, Gran Bretagna Singolare - Doppio      | Edith Clarke Elizabeth Ryan 6-3 6-1                     | Geraldine Beamish Sybil Johnson         |               |                     |
| 16 luglio | Nottinghamshire Championships 1929 Nottingham, Gran Bretagna Singolare - Doppio      | Doppio misto: Elizabeth Ryan William Lingelbach         | Barbara Feltham JH Frowen               |               |                     |
| 18 luglio | Irish Championships 1929 Dublino, Irlanda Singolare - Doppio                         | Bobbie Heine 3-6 6-2 6-2                                | Billie Tapscott                         |               |                     |
| 18 luglio | Irish Championships 1929 Dublino, Irlanda Singolare - Doppio                         | Bobbie Heine Alida Neave 6-8 6-4 6-4                    | Doreen Cole Billie Tapscott             |               |                     |
| 18 luglio | Irish Championships 1929 Dublino, Irlanda Singolare - Doppio                         | Doppio misto: Audrey de Smidt Louis Meldon 4-6 6-4 6-2  | Billie Tapscott George Lyttleton-Rogers |               |                     |
| 20 luglio | Torneo di Frinton-on-Sea 1929 Frinton-on-Sea, Gran Bretagna Singolare - Doppio       | Evelyn Colyer 6-4 6-2                                   | Dorothy Hill                            |               |                     |
| 20 luglio | Torneo di Frinton-on-Sea 1929 Frinton-on-Sea, Gran Bretagna Singolare - Doppio       | Evelyn Colyer Dorothy Hill 2-6 6-1 6-1                  | Mrs R Pretty C Turner                   |               |                     |
| 20 luglio | Torneo di Frinton-on-Sea 1929 Frinton-on-Sea, Gran Bretagna Singolare - Doppio       | Doppio misto: Dorothy Hill Pat Hughes 6-0 6-3           | Evelyn Colyer TV Murphy                 |               |                     |
| 21 luglio | Longwood Bowl 1929 Brookline, USA Erba Singolare - Doppio                            | Ethel Burkhardt 0-6 6-4 6-3                             | Dorothy Andrus                          |               |                     |
| 21 luglio | Longwood Bowl 1929 Brookline, USA Erba Singolare - Doppio                            | Josephine Cruickshank Anna McCune Harper 8-6 8-6        | Mianne Palfrey Sarah Palfrey            |               |                     |
| 21 luglio | Western Championships 1929 Glencoe, USA Singolare - Doppio                           | Ruth Bailey 6-2, 6-3                                    | Clara Louise Zinke                      |               |                     |
| 21 luglio | Western Championships 1929 Glencoe, USA Singolare - Doppio                           | Ruth Oexman Clara Louise Zinke 4-6, 7-5, 8-6            | Barbara Duffy Ruth Riese                |               |                     |
| 22 luglio | Torneo di La Jolla 1929 La Jolla, USA Singolare - Doppio                             | Gladys Patz 7-5, 6-1                                    | Violet Doeg                             |               |                     |
| 22 luglio | Torneo di La Jolla 1929 La Jolla, USA Singolare - Doppio                             | Gladys Patz Dorothy Robinson 6-4, 6-4                   | Doris Doeg Violet Doeg                  |               |                     |
| 22 luglio | Torneo di La Jolla 1929 La Jolla, USA Singolare - Doppio                             | Doppio misto: Charles Weesner Gladys Patz 6-4, 4-6, 6-2 | Ned Wheldon Dorothy Robinson            |               |                     |
| 27 luglio | Essex County Championships 1929 Manchester, USA Singolare - Doppio                   | Edith Cross 3-6 6-4 6-2                                 | Mary Greef                              |               |                     |
| 27 luglio | Essex County Championships 1929 Manchester, USA Singolare - Doppio                   | Edith Cross Anna McCune Harper 6-3 3-6 6-4              | Hazel Hotchkiss Sarah Palfrey           |               |                     |
| 27 luglio | Canadian Championships 1929 Toronto, Canada Singolare - Doppio                       | Olive Wade 6-0, 1-6, 6-1                                | Ruth Riese                              |               |                     |
| 27 luglio | Canadian Championships 1929 Toronto, Canada Singolare - Doppio                       | O.E. Grey Olive Wade 6-4, 6-4                           | Mrs H. Beer Phyllis Rykert              |               |                     |
| 27 luglio | Canadian Championships 1929 Toronto, Canada Singolare - Doppio                       | Doppio misto: C.W. Aikman Mrs H. Beer titolo condiviso  | Charles Leslie Miss Grierson            |               |                     |

## Agosto
| Settimana | Torneo                                                                            | Vincitore                                                      | Finalista                                      | Semifinalisti | Eliminati ai quarti |
| --------- | --------------------------------------------------------------------------------- | -------------------------------------------------------------- | ---------------------------------------------- | ------------- | ------------------- |
| 3 agosto  | Atlantic Coast Invitational 1929 Ocean City, USA Singolare - Doppio               | Cecilia Riegel 6-3 6-2                                         | Geiger                                         |               |                     |
| 3 agosto  | Atlantic Coast Invitational 1929 Ocean City, USA Singolare - Doppio               |                                                                |                                                |               |                     |
| 3 agosto  | Seabright Invitational 1929 Seabright, USA Singolare - Doppio                     | Helen Jacobs 6-1 6-2                                           | Edith Cross                                    |               |                     |
| 3 agosto  | Seabright Invitational 1929 Seabright, USA Singolare - Doppio                     | Edith Cross Anna McCune Harper 6-4 6-2                         | Josephine Cruickshank Marjorie Morrill Painter |               |                     |
| 5 agosto  | Hampshire Championships 1929 Bournemouth, Gran Bretagna Singolare - Doppio        | Joan Ridley 6-4 8-6                                            | Elsie Goldsack                                 |               |                     |
| 5 agosto  | Hampshire Championships 1929 Bournemouth, Gran Bretagna Singolare - Doppio        | Elsie Goldsack Joan Ridley 6-1 6-3                             | M Morton E Rose                                |               |                     |
| 5 agosto  | Hampshire Championships 1929 Bournemouth, Gran Bretagna Singolare - Doppio        | Doppio misto: Elsie Goldsack Eskel Andrews 4-6 7-5 6-4         | Joan Ridley Eric Peters                        |               |                     |
| 5 agosto  | Maidstone Invitation 1929 East Hampton, USA Singolare - Doppio                    | Dorothy Shephard 6-2 7-5                                       | Marjorie Van Ryn                               |               |                     |
| 5 agosto  | Maidstone Invitation 1929 East Hampton, USA Singolare - Doppio                    | Edith Cross Helen Wills 6-3 6-0                                | Phoebe Holcroft Watson Betty Nuthall           |               |                     |
| 11 agosto | German Championships 1929 Amburgo, Germania Singolare - Doppio                    | Paula von Reznicek 6-2 5-7 6-0                                 | Violet Chamberlain                             |               |                     |
| 11 agosto | German Championships 1929 Amburgo, Germania Singolare - Doppio                    | Evelyn Colyer Joan Fry 6-3 6-3                                 | Violet Chamberlain Elsa Haylock                |               |                     |
| 11 agosto | German Championships 1929 Amburgo, Germania Singolare - Doppio                    | Doppio misto: Evelyn Colyer Harry Lee 4-6 6-1 6-2              | Irmgard Rost Hans Moldenhauer                  |               |                     |
| 18 agosto | Eastern Grass Court Championships 1929 Rye, USA Erba Singolare - Doppio           | Sarah Palfrey 6-1 6-3                                          | Mary Greef                                     |               |                     |
| 18 agosto | Eastern Grass Court Championships 1929 Rye, USA Erba Singolare - Doppio           | Edith Cross Anna McCune Harper 6-2 3-6 11-9                    | Virginia Rice Clara Zinke                      |               |                     |
| 19 agosto | North of England Championships 1929 Scarborough, Gran Bretagna Singolare - Doppio | Joan Fry 6-3 6-3                                               | Dorothy Anderson                               |               |                     |
| 19 agosto | North of England Championships 1929 Scarborough, Gran Bretagna Singolare - Doppio | Betty Dix Joan Fry 6-3 3-6 6-3                                 | Edith Clarke Mary Heeley                       |               |                     |
| 19 agosto | North of England Championships 1929 Scarborough, Gran Bretagna Singolare - Doppio | Doppio misto: Joan Fry Eskel Andrews 1-6 6-1 6-1               | Joan Lycett Randolph Lycett                    |               |                     |
| 24 agosto | U.S. National Championships 1929 New York, USA Erba Singolare - Doppio            | Helen Wills 6-4, 6-2                                           | Phoebe Holcroft Watson                         |               |                     |
| 24 agosto | U.S. National Championships 1929 New York, USA Erba Singolare - Doppio            | Phoebe Holcroft Watson Peggy Saunders 2-6, 6-3, 6-4            | Phyllis Howkins Covell Dorothy Shephard        |               |                     |
| 25 agosto | Queensland Championships 1929 Brisbane, Australia Singolare - Doppio              | Margaret Molesworth 6-3 6-1                                    | Emily Hood                                     |               |                     |
| 25 agosto | Queensland Championships 1929 Brisbane, Australia Singolare - Doppio              | Emily Hood Meryl Turner 6-3, 3-6, 6-2                          | Coral McInnes Buttsworth Miss K. Hayes         |               |                     |
| 25 agosto | Queensland Championships 1929 Brisbane, Australia Singolare - Doppio              | Doppio misto: Jack Willard Marjorie Cox Crawford 2-6, 6-3, 6-3 | Jack Crawford Margaret Molesworth              |               |                     |
| 26 agosto | Torneo di Deauville 1929 Deauville, Francia Singolare - Doppio                    | Simonne Mathieu 7-5 9-7                                        | Eileen Bennett                                 |               |                     |
| 26 agosto | Torneo di Deauville 1929 Deauville, Francia Singolare - Doppio                    | Sylvia Lafaurie Simonne Mathieu 6-4 3-6 6-1                    | Doris Metaxa Colette Rosambert                 |               |                     |
| 26 agosto | Torneo di Deauville 1929 Deauville, Francia Singolare - Doppio                    | Doppio misto: Eileen Bennett Henri Cochet 4-6 6-2 7-5          | Simonne Mathieu Jean Borotra                   |               |                     |

## Settembre
| Settimana    | Torneo                                                                                     | Vincitore                                                       | Finalista                            | Semifinalisti | Eliminati ai quarti |
| ------------ | ------------------------------------------------------------------------------------------ | --------------------------------------------------------------- | ------------------------------------ | ------------- | ------------------- |
| 2 settembre  | Hungarian International Championships 1929 Budapest, Ungheria Singolare - Doppio           | Hilde Krahwinkel 6-4 6-1                                        | Ellen Hoffmann                       |               |                     |
| 2 settembre  | Hungarian International Championships 1929 Budapest, Ungheria Singolare - Doppio           | Evelyn Colyer Mary McIlquham 3-6 6-2 6-4                        | Ellen Hoffman Hilde Krahwinkel       |               |                     |
| 2 settembre  | Hungarian International Championships 1929 Budapest, Ungheria Singolare - Doppio           | Doppio misto: Ica Baittrock Gonczné Roderich Menzel 6-4 2-6 6-1 | Mrs Schréderné Béla von Kehrling     |               |                     |
| 3 settembre  | Le Touquet First Meeting 1929 Le Touquet, Francia Singolare - Doppio                       | Elizabeth Ryan 6-1 6-2                                          | Josane Sigart                        |               |                     |
| 3 settembre  | Le Touquet First Meeting 1929 Le Touquet, Francia Singolare - Doppio                       | Elizabeth Ryan Josane Sigart 6-3 6-1                            | Leila-Claude Anet Michel Bernard     |               |                     |
| 3 settembre  | Le Touquet First Meeting 1929 Le Touquet, Francia Singolare - Doppio                       | Doppio misto: Elizabeth Ryan Jean Sergeant 8-6 6-2              | Josane Sigart Arthur Wallis Myers    |               |                     |
| 7 settembre  | Phyllis Court Championships 1929 Henley, Gran Bretagna Singolare - Doppio                  | Joan Fry 7-5 6-4                                                | Violet Chamberlain                   |               |                     |
| 7 settembre  | Phyllis Court Championships 1929 Henley, Gran Bretagna Singolare - Doppio                  | Betty Dix Joan Fry 6-2 6-2                                      | Violet Chamberlain S Stokes          |               |                     |
| 7 settembre  | Phyllis Court Championships 1929 Henley, Gran Bretagna Singolare - Doppio                  | Doppio misto: Joan Fry Philip Glover 8-6 6-3                    | H Brooke L Hankey                    |               |                     |
| 9 settembre  | South of England Championships 1929 Eastbourne, Gran Bretagna Singolare - Doppio           | Elsie Goldsack 8-6 2-6 6-3                                      | Jenny Sandison                       |               |                     |
| 9 settembre  | South of England Championships 1929 Eastbourne, Gran Bretagna Singolare - Doppio           | Ermyntrude Harvey Phyllis Mudford 6-3 6-4                       | Olive Manser C. Tyrrell              |               |                     |
| 9 settembre  | South of England Championships 1929 Eastbourne, Gran Bretagna Singolare - Doppio           | Doppio misto: Phyllis Mudford Ryuki Miki 8-6 6-3                | Mary Heeley Nigel Sharpe             |               |                     |
| 14 settembre | Philadelphia Womens Grass Court Championships 1929 Filadelfia, USA Erba Singolare - Doppio | Virginia Hilleary 10-8 6-0                                      | Dorothy Andrus                       |               |                     |
| 14 settembre | Philadelphia Womens Grass Court Championships 1929 Filadelfia, USA Erba Singolare - Doppio |                                                                 |                                      |               |                     |
| 22 settembre | Ardsley Tennis Championships 1929 Ardsley, USA Singolare - Doppio                          | Norma Taubele 6-4 1-6 6-2                                       | Mrs. William Endicott                |               |                     |
| 22 settembre | Ardsley Tennis Championships 1929 Ardsley, USA Singolare - Doppio                          | Marie Fensterer Alice Francis 6-8 6-4 6-1                       | Morris Mrs Bernard Stenz             |               |                     |
| 23 settembre | Bronxville Women's Tournament 1929 Bronxville, USA Singolare - Doppio                      | Mrs Bernard Stenz 10-8 6-4                                      | Alice Francis                        |               |                     |
| 23 settembre | Bronxville Women's Tournament 1929 Bronxville, USA Singolare - Doppio                      | Helen Gilleaudeau Agnes Sherwood Lamme 6-4 3-6 7-5              | Morris Mrs Bernard Stenz             |               |                     |
| 28 settembre | Coupe Porée 1929 Parigi, Francia Singolare - Doppio                                        | Simonne Mathieu 7-5 6 -3                                        | Ilse Friedleben                      |               |                     |
| 28 settembre | Coupe Porée 1929 Parigi, Francia Singolare - Doppio                                        | Marguerite Bordes Sylvia Lafaurie 6-3 6-4                       | Simone Barbier Simonne Mathieu       |               |                     |
| 28 settembre | Coupe Porée 1929 Parigi, Francia Singolare - Doppio                                        | Doppio misto: Simonne Mathieu Jean Borotra 6-2 6-4              | Simone Barbier Jacques Grandguillot  |               |                     |
| 29 settembre | Pacific Southwest Championships 1929 Los Angeles, USA Singolare - Doppio                   | Betty Nuthall 8-6 7-5                                           | Anna McCune Harper                   |               |                     |
| 29 settembre | Pacific Southwest Championships 1929 Los Angeles, USA Singolare - Doppio                   | Phyllis Howkins Covell Dorothy Shephard 6-4 1-6 6-2             | Phoebe Holcroft Watson Betty Nuthall |               |                     |
| 29 settembre | Pacific Southwest Championships 1929 Los Angeles, USA Singolare - Doppio                   | Doppio misto: Dorothy Shepherd-Barron Berkeley Bell 6-4 6-4     | Betty Nuthall Nat Farquharson        |               |                     |
| 30 settembre | Felixstowe Hard Court Championships 1929 Felixstowe, Gran Bretagna Singolare - Doppio      | Ermyntrude Harvey 6-3 6-3                                       | Elsie Goldsack                       |               |                     |
| 30 settembre | Felixstowe Hard Court Championships 1929 Felixstowe, Gran Bretagna Singolare - Doppio      |                                                                 |                                      |               |                     |

## Ottobre
| Settimana  | Torneo                                                                             | Vincitore                                             | Finalista                    | Semifinalisti | Eliminati ai quarti |
| ---------- | ---------------------------------------------------------------------------------- | ----------------------------------------------------- | ---------------------------- | ------------- | ------------------- |
| ottobre    | Pacific Coast Championships 1929 Berkeley, USA Singolare - Doppio                  | Ethel Burkhardt                                       |                              |               |                     |
| ottobre    | Pacific Coast Championships 1929 Berkeley, USA Singolare - Doppio                  |                                                       |                              |               |                     |
| 12 ottobre | Hot Springs Fall Championships 1929 Hot Springs, USA Singolare - Doppio            | Helen Gilleaudeau 6-3 6-2                             | Penelope Anderson            |               |                     |
| 12 ottobre | Hot Springs Fall Championships 1929 Hot Springs, USA Singolare - Doppio            |                                                       |                              |               |                     |
| 13 ottobre | Mexican Championships 1929 Città del Messico, Messico Singolare - Doppio           | Marion Williams 7-5 7-5                               | Marjorie Van Ryn             |               |                     |
| 13 ottobre | Mexican Championships 1929 Città del Messico, Messico Singolare - Doppio           | Josephine Cruickshank Marion Williams 6-4 6-4         | Edith Cross Marjorie Van Ryn |               |                     |
| 13 ottobre | Mexican Championships 1929 Città del Messico, Messico Singolare - Doppio           | Doppio misto: Marjorie Gladman John Van Ryn 9-7 6-2   | Edith Cross J Gilbert Hall   |               |                     |
| 14 ottobre | British Covered Court Championships 1929 Londra, Gran Bretagna Singolare - Doppio  | Peggy Michell 6-4 6-4                                 | Joan Ridley                  |               |                     |
| 14 ottobre | British Covered Court Championships 1929 Londra, Gran Bretagna Singolare - Doppio  | Betty Dix Peggy Michell 7-5 4-6 8-6                   | Elsie Goldsack Joan Ridley   |               |                     |
| 14 ottobre | British Covered Court Championships 1929 Londra, Gran Bretagna Singolare - Doppio  | Doppio misto: Peggy Michell Gordon Crole-Rees 6-1 6-3 | Joan Lycett John Wheatley    |               |                     |
| 19 ottobre | Greenbrier Autumn Championships 1929 White Sulphur Springs, USA Singolare - Doppio | Virginia Hilleary 6-1 6-2                             | Ruth Shedden                 |               |                     |
| 19 ottobre | Greenbrier Autumn Championships 1929 White Sulphur Springs, USA Singolare - Doppio | Barbara Duffy Harrison-Smith 6-4 4-6 6-2              | Hawk Virginia Hilleary       |               |                     |

## Novembre
| Settimana  | Torneo                                                                           | Vincitore                                          | Finalista                            | Semifinalisti | Eliminati ai quarti |
| ---------- | -------------------------------------------------------------------------------- | -------------------------------------------------- | ------------------------------------ | ------------- | ------------------- |
| novembre   | New South Wales Championships 1929 Sydney, Australia Singolare - Doppio          | Daphne Akhurst 6-2, 6-2                            | Kathrine Le Mesurier                 |               |                     |
| novembre   | New South Wales Championships 1929 Sydney, Australia Singolare - Doppio          | Daphne Akhurst Marjorie Cox Crawford 6-2, 6-4      | Louie Bickerton Kathrine Le Mesurier |               |                     |
| 2 novembre | Cromer Covered Court Championships 1929 Cromer, Gran Bretagna Singolare - Doppio | Dorothy Round 6-2 3-6 6-3                          | Joan Ridley                          |               |                     |
| 2 novembre | Cromer Covered Court Championships 1929 Cromer, Gran Bretagna Singolare - Doppio | Betty Nuthall Dorothy Round 3-6 6-4 6-2            | Elsie Goldsack Joan Ridley           |               |                     |
| 2 novembre | Cromer Covered Court Championships 1929 Cromer, Gran Bretagna Singolare - Doppio | Doppio misto: Betty Nuthall Patrick Spence 6-0 6-3 | Joan Fry Leslie Godfree              |               |                     |

## Dicembre
| Settimana   | Torneo                                                               | Vincitore                                               | Finalista                       | Semifinalisti | Eliminati ai quarti |
| ----------- | -------------------------------------------------------------------- | ------------------------------------------------------- | ------------------------------- | ------------- | ------------------- |
| 10 dicembre | Victorian Championships 1929 Melbourne, Australia Singolare - Doppio | Marjorie Cox Crawford 7-5 6-4                           | Kath Le Messurier               |               |                     |
| 10 dicembre | Victorian Championships 1929 Melbourne, Australia Singolare - Doppio | Mavis McKay Ruth Stephens walkover                      | Sylvia Harper Meryl O'Hara Wood |               |                     |
| 10 dicembre | Victorian Championships 1929 Melbourne, Australia Singolare - Doppio | Doppio misto: Ruth Stephens Harry Hopman walkover       | Marjorie Cox Jack Willard       |               |                     |
| 23 dicembre | Beausite First Meeting 1929 Cannes, Francia Singolare - Doppio       | Elizabeth Ryan 6-3 1-6 6-3                              | Sylvia Jung Lafaurie            |               |                     |
| 23 dicembre | Beausite First Meeting 1929 Cannes, Francia Singolare - Doppio       | Elizabeth Ryan Phyllis Satterthwatie 6-3 6-5 ritiro     | Sylvia Lafaurie Miss Petchell   |               |                     |
| 23 dicembre | Beausite First Meeting 1929 Cannes, Francia Singolare - Doppio       | Doppio misto: Elizabeth Ryan Lord Cholmondeley walkover | Sylvia Lafaurie FR Scovel       |               |                     |